# Orazio Frugoni
Orazio Frugoni (ur. 28 stycznia 1921 w Davos, zm. 16 kwietnia 1997) – włoski pianista koncertowy.
Grę na fortepianie studiował pod kierunkiem Gasparo Scuderi w konserwatorium w Mediolanie, które ukończył w 1939. Następnie studiował w Sienie w Accademia Chigiana pod kierunkiem Alfreda Casella, a później w konserwatorium w Genewie u Dinu Lipattiego, gdzie otrzymał wyróżnienie za wirtuozerię. W USA zadebiutował w 1947, a jego występy spotkały się z dużym uznaniem, co zaowocowało serią koncertów  w USA (m.in. w Carnegie Hall) oraz w Ameryce Łacińskiej, Europie oraz na Bliskim i Dalekim Wschodzie. Od 1952 do 1967 uczył w Eastman School of Music na Uniwersytecie w Rochester.
Dokonał szeregu nagrań płytowych dzieł z zakresu repertuaru romantycznego. 
W 1967 powrócił do Włoch, gdzie został dyrektorem szkoły artystycznej Villa Schifanoia we Florencji. Często zapraszany w charakterze jurora na międzynarodowe konkursy pianistycznej w Bolzano, Warszawie, Leeds, Paryżu, Brukseli i in. Juror IX Międzynarodowego Konkursu Pianistycznego im. Fryderyka Chopina w 1975. Był członkiem  Académie Internationale d'Eté w Nicei.